# Mironasutitermes
Mironasutitermes es un género de termitas  perteneciente a la familia Termitidae que tiene las siguientes especies:

## Especies
1. Mironasutitermes changningensis
2. Mironasutitermes heterodon
3. Mironasutitermes huangshanensis
4. Mironasutitermes shangchengensis
5. Mironasutitermes tianmuensis